# Samo Gostiša
Samo Gostiša (Logatec, 16. rujna 1972.), slovenski skijaš skakač. 
Natjecao se od 1990. do 1997. godine. Na Olimpijskim igrama u Albertvilleu 1992. bio je šesti u momčadskoj konkurenciji na velikoj skakaonici i 12. u pojedinačnoj konkurenciji na maloj skakaonici. 
Najbolji Gostišin rezultat na FIS-ovim svjetskim prvenstvima u nordijskom skijanju bio je u Falunu 1993. gdje je bio šesti u pojedinačnoj konkurenciji na maloj skakaonici. Na svjetskim prvenstvima u skijaškim letovima najbolji je rezultat ostvario 1992. u Harrachovu gdje je bio šesti.

## Vanjske poveznice
- Samo Gostiša na stranicama Međunarodne skijaške federacije